# عوج، سوریه
عوج (به عربی: عوج) یک شهر در سوریه است که در ناحیه عوج واقع شده‌است. عوج ۴٬۲۲۲ نفر جمعیت دارد.